# فقر الدم كبير الكريات
يأتي مصطلح كبير الكريات (بالإنجليزية: macrocytic) من الكلمات اليونانية التي تعني «خلية كبيرة». يُصنف فقر الدم كبير الكريات بأنه أحد أنواع فقر الدم (يُعرَّف على أنه دم مع تركيز غير كافٍ من الهيموجلوبين) إذ تكون خلايا الدم الحمراء (كريات الدم الحمراء) أكبر من حجمها الطبيعي. يبلغ حجم كريات الدم الحمراء الطبيعي في البشر حوالي 80 إلى 100 فيمتولتر (fL = 10−15 L). بالمصطلحات المترية، يُعطى الحجم بالميكرومتر المكعب المكافئ (1 ميكرومتر = 1 فيمتولتر). تسمى حالة وجود كريات الدم الحمراء الكبيرة جدًا (في المتوسط) بزيادة حجم الكريات الحمر. في المقابل، في فقر الدم صغر الخلايا، تكون كريات الدم الحمراء أصغر من الطبيعي.
في فقر الدم كبير الكريات، ترتبط الخلايا الحمراء الأكبر دائمًا بعدد غير كافٍ من الخلايا وغالبًا أيضًا بمحتوى غير كافٍ من الهيموجلوبين لكل خلية. يعمل كلا هذين العاملين على التأثير المعاكس لحجم الخلية الأكبر، ليؤدي في النهاية إلى تركيز إجمالي للهيموجلوبين في الدم أقل من الطبيعي (أي فقر الدم).
فقر الدم كبير الكريات ليس مرضًا بمعنى وجود مرض واحد، بل هو حالة. ويشكل بذلك صفة مرافقة لمجموعة من الأمراض التي تنتج جميعها إلى حد ما نفس خلل خلايا الدم الحمراء. تؤدي الأمراض المختلفة إلى فقر الدم كبير الكريات.

## التشخيص
تساعد العديد من الاختبارات في توضيح السبب الكامن وراء فقر الدم كبير الخلايا. غالبًا ما يُنصح بإجراء لطاخة دموية محيطية كخطوة أولى في التقييم لتحديد ما إذا كان فقر الدم كبير الكريات يحتوي على سمات ضخمة الأرومات نظرًا لاختلاف أسباب فقر الدم ضخم الأرومات وغير ضخم الأرومات، وقد يؤدي هذا التمييز إلى تضييق قائمة التشخيصات التفريقية.
بالنسبة لفقر الدم كبير الخلايا غير ضخم الأرومات، قد يكون اختبار عدد الخلايا الشبكية مفيدًا. يشير فقر الدم الكبير غير ضخم الأرومات مع انخفاض عدد الخلايا الشبكية (مما يشير إلى ضعف استجابة نخاع العظام لفقر الدم) إلى أمراض الكبد (مثل تليف الكبد) أو قصور الغدة الدرقية أو التأثيرات السامة للكحول على نخاع العظام أو خلل التنسج النخاعي. في المقابل، قد يكون سبب فقر الدم الكبير غير الضخم الأرومات المرتبط بارتفاع عدد الخلايا الشبكية (كثرة الخلايا الشبكية) هو انحلال الدم أو النزيف.
بالنسبة لفقر الدم ضخم الأرومات، قد تشمل الاختبارات المفيدة مستويات مصل فيتامين ب 12، وحمض ميثيل مالونيك، وهوموسيستين. في حال عدم وجود دليل واضح على نقص فيتامين ب 12 أو نقص حمض الفوليك، فإن الأسباب الإضافية لفقر الدم الضخم الأرومات تشمل نقص النحاس والأدوية وبعض اضطرابات التمثيل الغذائي.

## وبائيًا
يوجد أسباب عديدة لفقر الدم كبير الخلايا، ولكن مع تطبيق المكملات الغذائية الغنية بحمض الفوليك في أمريكا الشمالية، أصبح نقص حمض الفوليك سببًا نادرًا لفقر الدم الضخم الأرومات في هذا الجزء من العالم. في هذه المنطقة، يعد نقص فيتامين ب 12 سببًا أكثر شيوعًا لفقر الدم الضخم الأرومات. في البلدان التي لم تطبق مثل هذه الممارسات، بما في ذلك معظم الدول الأوروبية يبقى نقص حمض الفوليك سببًا شائعًا لفقر الدم كبير الكريات.